# Дачный КГБ
Дачный КГБ — посёлок в Одинцовском районе Московской области, в составе сельского поселения Часцовское. Население 23 человека на 2006 год. До 2006 года Дачный КГБ входил в состав Часцовского сельского округа.

## География
Посёлок расположен на юго-западе района, на правом берегу реки Островня, у северной окраины села Покровское, в 12 км на северо-запад от Голицыно. По переписи 1989 года в посёлке Дачный числилось 22 хозяйства и 36 жителей.

## Население
| 1989 | 2002 | 2006 | 2010 |
| ---- | ---- | ---- | ---- |
| 36   | ↘23  | →23  | →23  |